# حمام شجاعی
حمام شجاعی مربوط به دوره قاجار است و در باغین، بلوارامام خمینی، کوچه شهید احمدو مرتضی شجاعی واقع شده و این اثر در تاریخ ۱۸ خرداد ۱۳۸۴ با شمارهٔ ثبت ۱۱۸۷۰ به‌عنوان یکی از آثار ملی ایران به ثبت رسیده است.